# (34879) 2001 UQ35
2001 UQ35 (asteroide 34879) é um asteroide da cintura principal. Possui uma excentricidade de 0.12558060 e uma inclinação de 8.15805º.
Este asteroide foi descoberto no dia 16 de outubro de 2001 por LINEAR em Socorro.